# 焼きたて屋
焼きたて屋 （やきたてや）は、株式会社かめやが運営するたこ焼き・たい焼き・お好み焼きのチェーン。

## 概要
長野県に本部を置き、主に長野県の店舗が集中している。
子会社としてかめや物産、お好み焼鉄板焼・おてこ豊科店（安曇野市）をもつ。
長野県内ではカインズや綿半ホームエイドなどのホームセンターやショッピングセンターへの出店が多いが、他県ではマックスバリュなどスーパーマーケットへの出店がメインである。
CMソングは飯野美紗子が歌唱。

## 店舗
焼きたて屋ホームページの店舗情報（2025年7月20日現在）による。
| エリア                       | 店舗                                         | 所在地                             |
| ---------------------------- | -------------------------------------------- | ---------------------------------- |
| 長野県 北信エリア （12店舗） | Aコープファーマーズ篠ノ井店                  | 長野市篠ノ井布施五明               |
| 長野県 北信エリア （12店舗） | 綿半ホームエイド檀田店                       | 長野市檀田                         |
| 長野県 北信エリア （12店舗） | 綿半スーパーセンター長池店                   | 長野市南長池                       |
| 長野県 北信エリア （12店舗） | 綿半スーパーセンター稲里店                   | 長野市稲里町下氷鉋                 |
| 長野県 北信エリア （12店舗） | ザ・ビッグ長野東店(FC)                       | 長野市石渡                         |
| 長野県 北信エリア （12店舗） | 綿半ホームエイド若里店                       | 長野市若里                         |
| 長野県 北信エリア （12店舗） | 綿半スーパーセンター須坂店(FC)               | 須坂市大字高梨                     |
| 長野県 北信エリア （12店舗） | ツルヤ須坂西店(FC)                           | 須坂市須坂                         |
| 長野県 北信エリア （12店舗） | カインズ中野店(FC)                           | 中野市七瀬字街渠                   |
| 長野県 北信エリア （12店舗） | Sキューブバイパス店(FC)                      | 飯山市静間                         |
| 長野県 北信エリア （12店舗） | 綿半スーパーセンター千曲店(FC)               | 千曲市内川                         |
| 長野県 北信エリア （12店舗） | カインズ更埴店(FC)                           | 千曲市大字粟佐五丁鋤               |
| 長野県 東信エリア （4店舗）  | カインズ上田店                               | 上田市秋和五里堂                   |
| 長野県 東信エリア （4店舗）  | A・コープファーマーズうえだ店(FC)            | 上田市国分上沖                     |
| 長野県 東信エリア （4店舗）  | カインズ小諸店(FC)                           | 小諸市滋野甲                       |
| 長野県 東信エリア （4店舗）  | ケーヨーデイツー臼田店(FC)                   | 佐久市臼田下の宮                   |
| 長野県 中信エリア （8店舗）  | 綿半スーパーセンター松本芳川店(FC)           | 松本市野溝西                       |
| 長野県 中信エリア （8店舗）  | イオン南松本店(FC)                           | 松本市双葉                         |
| 長野県 中信エリア （8店舗）  | 綿半ホームエイド庄内店(FC)                   | 松本市出川                         |
| 長野県 中信エリア （8店舗）  | カインズ梓川店                               | 松本市梓川倭                       |
| 長野県 中信エリア （8店舗）  | カインズ大町店                               | 大町市常盤字南松原                 |
| 長野県 中信エリア （8店舗）  | GAZA広丘店(FC)                               | 塩尻市広丘野村                     |
| 長野県 中信エリア （8店舗）  | カインズ塩尻店                               | 塩尻市広丘高出                     |
| 長野県 中信エリア （8店舗）  | 綿半スーパーセンター豊科店                   | 安曇野市豊科                       |
| 長野県 諏訪エリア （7店舗）  | レイクウォーク岡谷店                         | 岡谷市銀座                         |
| 長野県 諏訪エリア （7店舗）  | 綿半スーパーセンター諏訪店                   | 諏訪市上川                         |
| 長野県 諏訪エリア （7店舗）  | A・コープサンライフ店                        | 茅野市玉川神之原                   |
| 長野県 諏訪エリア （7店舗）  | オギノ茅野ショッピングセンター店             | 茅野市塚原                         |
| 長野県 諏訪エリア （7店舗）  | A・コープピアみどり店(FC)                    | 茅野市豊平                         |
| 長野県 諏訪エリア （7店舗）  | A・コープ富士見店(FC)                        | 諏訪郡富士見町落合                 |
| 長野県 諏訪エリア （7店舗）  | A・コープ原村店(FC)                          | 諏訪郡原村払沢                     |
| 長野県 南信エリア （6店舗）  | DCM飯田上郷店(FC)                            | 飯田市上郷黒田                     |
| 長野県 南信エリア （6店舗）  | 綿半スーパーセンター伊那店(FC)               | 伊那市西町                         |
| 長野県 南信エリア （6店舗）  | カインズ駒ヶ根店(FC)                         | 駒ヶ根市赤穂                       |
| 長野県 南信エリア （6店舗）  | 綿半スーパーセンター箕輪店(FC)               | 上伊那郡箕輪町三日町               |
| 長野県 南信エリア （6店舗）  | カインズ高森店(FC)                           | 下伊那郡高森町山吹                 |
| 長野県 南信エリア （6店舗）  | A・コープきそ店（FC)                         | 木曽郡木曽町福島塩淵               |
| 神奈川県 （2店舗）           | ザ・ビッグ二宮店(FC)                         | 中郡二宮町一色                     |
| 神奈川県 （2店舗）           | マックスバリュ開成駅前店                     | 足柄上郡開成町吉田島               |
| 群馬県 （1店舗）             | 新田ショッピングセンター ニコ・モール店(FC)  | 太田市新田市野井町                 |
| 静岡県 （4店舗）             | カインズ浜松小豆餅店(FC)                     | 浜松市中央区小豆餅                 |
| 静岡県 （4店舗）             | カインズ浜松雄踏店(FC)                       | 浜松市中央区雄踏                   |
| 静岡県 （4店舗）             | BiVi沼津店                                   | 沼津市大手町                       |
| 静岡県 （4店舗）             | カインズ袋井店(FC)                           | 袋井市川井                         |
| 山梨県 （7店舗）             | DCM富士吉田店(FC)                            | 富士吉田市下吉田                   |
| 山梨県 （7店舗）             | カインズスーパーセンター都留店(FC)           | 都留市井倉                         |
| 山梨県 （7店舗）             | ライフガーデンにらさき店(FC)                 | 韮崎市若宮                         |
| 山梨県 （7店舗）             | カインズ甲西店                               | 南アルプス市西南湖                 |
| 山梨県 （7店舗）             | ビバモール甲斐敷島店（FC）                   | 甲斐市中下条                       |
| 山梨県 （7店舗）             | DCM塩山店(FC)                                | 甲州市塩山下塩後向原               |
| 山梨県 （7店舗）             | オギノリバーシティー店                       | 中央市山之神                       |
| 栃木県 （5店舗）             | カインズ宇都宮テクノ店(FC)                   | 宇都宮市ゆいの杜                   |
| 栃木県 （5店舗）             | カインズ宇都宮平出店                         | 宇都宮市平出町字上野               |
| 栃木県 （5店舗）             | FKDショッピングモール 宇都宮インターパーク店 | 宇都宮市インターパーク             |
| 栃木県 （5店舗）             | カインズ今市店                               | 日光市豊田                         |
| 栃木県 （5店舗）             | カインズ小山店                               | 小山市立木                         |
| 茨城県 （4店舗）             | カインズ水戸店(FC)                           | 水戸市元吉田町                     |
| 茨城県 （4店舗）             | スーパービバホーム水戸県庁前店(FC)           | 水戸市笠原町                       |
| 茨城県 （4店舗）             | カインズ北茨城店(FC)                         | 北茨城市関南町神岡下字南浜田       |
| 茨城県 （4店舗）             | コメリパワー鹿嶋店                           | 鹿嶋市大字宮中                     |
| 宮城県 （5店舗）             | カインズ仙台港店(FC)                         | 仙台市宮城野区中野                 |
| 宮城県 （5店舗）             | カインズ仙台泉店                             | 仙台市泉区高玉町                   |
| 宮城県 （5店舗）             | DCM塩釜店                                    | 塩竈市海岸通                       |
| 宮城県 （5店舗）             | スーパービバホーム新名取店(FC)               | 名取市美田園                       |
| 宮城県 （5店舗）             | DCM大河原店                                  | 柴田郡大河原町字広表               |
| 福島県 （4店舗）             | ケーヨーデイツー矢野目店                     | 福島市南矢野目字高畑               |
| 福島県 （4店舗）             | ケーヨーデイツー会津若松店                   | 会津若松市神指町大字南四合字幕内南 |
| 福島県 （4店舗）             | カインズ郡山富田店(FC)                       | 郡山市富田東                       |
| 福島県 （4店舗）             | サンデーいわき泉店                           | いわき市泉町下川字薬師前           |
| 埼玉県 （1店舗）             | カインズ松伏店                               | 北葛飾郡松伏町大字大川戸           |
| 新潟県 （1店舗）             | コメリパワー上越高田インター店               | 上越市上中田                       |